# Jan Blachowicz
Jan Maxiej Błachowicz (Cieszyn, 24 de fevereiro de 1983) é um lutador polonês de artes marciais mistas (MMA) profissional. Błachowicz foi campeão mundial interino e linear pela categoria meio-pesado do Ultimate Fighting Championship (UFC).

## Carreira no MMA

### KSW
Błachowicz participou do torneio do Konfrontacja Sztuk Walki no KSW 9 em 2008, derrotando três oponentes no mesmo dia e conquistando o título do torneio. Seu primeiro adversário foi Martin Zawada, quem ele venceu por decisão unânime. Błachowicz venceu os outros dois oponentes por finalização (chave de braço), incluindo o famoso lutador local, Antoni Chmielewski.
Błachowicz enfrentou Christian M'Pumbu quatro meses depois e venceu por finalização (chave de braço), antes de derrotar o até então invicto Marco Perak em dezembro de 2008.
Buscando expandir seus horizontes, depois de um ano de muito sucesso em 2008, Blachowicz aceitou o convite de Tomasz Drwal e se juntou a ele no Throwdown Training Center em San Diego durante alguns meses. Ele concordou em lutar temporariamente no pesado contra Lloyd Marshbanks pela organização War Gods, mas o evento foi cancelado. Błachowicz continuou seus treinamentos e durante um treino, ao tentar uma queda acabou lesionando o seu joelho. Seu ligamento cruzado anterior de seu joelho direito havia rompido, tendo que retornar à Polônia e passar por uma cirurgia.

### Retorno ao MMA

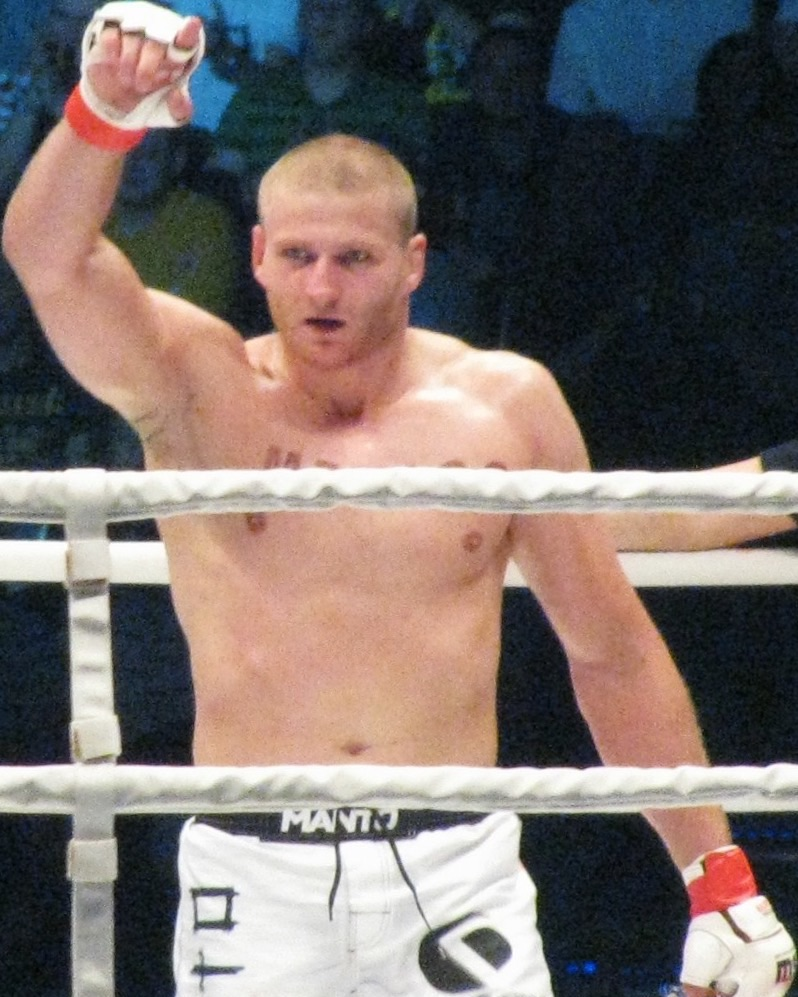
Jan Błachowicz celebrando a vitória no ringue

Błachowicz planejou seu retorno para enfrentar Aleksandar Radosavljevic no WFC 10, mas decidiu retirar-se e foi substituído pelo também membro da equipe KSW, Antoni Chmielewski. Após finalmente se recuperar de sua lesão depois de ficar fora por 17 meses, Blachowicz entrou no segundo torneio KSW kg <95. Blachowicz teve que enfrentar dois adversários na mesma noite. Seu primeiro adversário foi o invicto brasileiro Julio Brutus. Blachowicz foi capaz de bater em Brutus com uma combinação de chute alto e socos e venceu por nocaute aos 3:40 no primeiro round. Na semi-final, Blachowicz finalizou o seu parceiro de treino Wojciech Orłowski com um mata-leão após apenas 1:37 de luta.
Nesse meio tempo, Blachowicz enfrentou Nikolai Onikienko e finalizou no segundo round.
Ele enfrentou o espanhol Daniel Tabera, na final do torneio no KSW XIV, vencendo por nocaute técnico no segundo round e tornando-se mais uma vez o Campeão Meio Pesado do KSW Light Heavyweight Tournament.
Błachowicz enfrentou Rameau Thierry Sokoudjou pelo título vago do KSW Light Heavyweight Championship no KSW XV. Ele perdeu a luta por nocaute técnico. Błachowicz foi incapaz de terminar a luta após soar o gongo decretando o término do segundo round, tudo isso devido não aguentar as dores de sua perna machucada.
Blachowicz teve uma revanche com Rameau Thierry Sokoudjou no KSW XVII. Ele venceu por decisão unânime e se tornou o novo campeão Peso Meio Pesado do KSW. Sua três lutas seguintes também ocorreram pelo KSW contra Mario Miranda, Houston Alexander e Goran Reljic, e acabou vencendo todas por decisão unânime.

### Ultimate Fighting Championship
Em janeiro de 2014, Blachowicz assinou um contrato para luta pela categoria Peso Meio Pesado do UFC.
Błachowicz fez sua estréia no UFC contra Ilir Latifi em 4 de Outubro de 2014 no UFC Fight Night: Nelson vs. Story. Ele venceu a luta por nocaute técnico no primeiro round.
Blachowicz enfrentou Jimi Manuwa em 11 de Abril de 2015 no UFC Fight Night: Gonzaga vs. Cro Cop 2 e foi derrotado por decisão unânime.
Blachowicz era esperado para enfrentar o ex-desafiante Anthony Johnson em 5 de Setembro de 2015 no UFC 191. No entanto, o UFC mudou seus planos e colocou Jimi Manuwa para enfrentar Johnson, e Blachowicz então enfrentou o vencedor do TUF 19, Corey Anderson. Ele foi derrotado por decisão unânime.
Blachowicz enfrentou Igor Pokrajac em 10 de abril de 2016 no UFC Fight Night: Rothwell vs. dos Santos. Ele venceu por decisão unânime.
Blachowicz enfrentou Alexander Gustafsson em 3 de setembro de 2016 no UFC Fight Night: Arlovski vs. Barnett. Ele perdeu por decisão unânime.
Blachowicz era esperado para enfrentar Ovince St. Preux em 4 de fevereiro de 2017 no UFC Fight Night: Bermudez vs. Korean Zombie. Porém, no dia 21 de janeiro, o polonês sofreu uma lesão e foi substituído por Volkan Oezdemir.
Blachowicz voltou aos octógonos contra Patrick Cummins no dia 8 de abril de 2016 no UFC 210. Depois de chegar perto de nocautear o americano no primeiro round, ele caiu diante do wrestling de Cummins no segundo e terceiro round, perdendo por decisão majoritária.

### Cinturão Meio-Pesado do UFC
No dia 27 de setembro de 2020, Jan Błachowicz enfrentou Dominick Reyes na disputa pelo cinturão da categoria meio-pesado no UFC 253 e, por  knockout técnico no segundo round, venceu se tornando o novo campeão do peso-meio-pesado do UFC. Com sua brilhante performance, além do cinturão também levou para casa o prêmio de “Performance da Noite”.
Posteriormente, Błachowicz defendeu o título meio-pesado quando disputou a luta do UFC 259 contra o nigeriano Israel Adesanya em 6 de março de 2021. A vitória foi de Jan, por decisão unânime e passou a ser o primeiro lutador a derrotar Adesanya em artes marciais mistas.
Com o auge de sua carreira, a defesa e permanência com o título de campeão da categoria meio-pesado do UFC já era esperado por muitos. No dia 25 de setembro de 2021, UFC 266, o campeão Błachowicz enfrentaria o lutador brasileiro Glover Teixeira, porém a luta foi postergada para o dia 30 de outubro de 2021, UFC 267. Glover Teixeira finalizou Jan Błachowicz com um mata-leão no segundo round e conquistou o cinturão peso-meio-pesado do UFC.

## Títulos e realizações
- UFC: Cinturão Peso Meio Pesado

- Konfrontacja Sztuk Walki
  - Campeão Meio Pesado do Konfrontacja Sztuk Walki (Uma vez, último)
  - Campeão Meio Pesado do KSW 2010 Tournament
  - Campeão Meio Pesado do KSW 2008 Tournament
  - Campeão Meio Pesado do KSW 2007 Tournament
  - Luta da Noite (Três vezes) (vs. Rameau Thierry Sokoudjou, Mario Miranda e Goran Reljic)

## Cartel no MMA
| Cartel no MMA   |             |             |
| 40 lutas        | 29 vitórias | 10 derrotas |
| Por nocaute     | 9           | 2           |
| Por finalização | 9           | 2           |
| Por decisão     | 11          | 6           |
| Empates         | 1           | 1           |

| Res.    | Cartel  | Oponente                 | Método                                   | Evento                                     | Data       | Round | Tempo | Local                   | Notas                                                            |
| ------- | ------- | ------------------------ | ---------------------------------------- | ------------------------------------------ | ---------- | ----- | ----- | ----------------------- | ---------------------------------------------------------------- |
| Derrota | 29-10-1 | Alex Pereira             | Decisão (dividida)                       | UFC 291: Poirier vs. Gaethje 2             | 29/07/2023 | 3     | 5:00  | Salt Lake City, Utah    |                                                                  |
| Empate  | 29-9-1  | Magomed Ankalaev         | Empate (dividido)                        | UFC 282: Błachowicz vs. Ankalaev           | 10/12/2022 | 5     | 5:00  | Las Vegas, Nevada       | Pelo Cinturão Meio Pesado Vago do UFC.                           |
| Vitória | 29-9    | Aleksandar Rakić         | Nocaute Técnico (lesão no joelho)        | UFC on ESPN: Błachowicz vs. Rakić          | 14/05/2022 | 3     | 1:11  | Las Vegas, Nevada       |                                                                  |
| Derrota | 28-9    | Glover Teixeira          | Finalização (mata leão)                  | UFC 267: Blachowicz vs. Teixeira           | 30/10/2021 | 2     | 3:02  | Abu Dhabi               | Perdeu o Cinturão Meio Pesado do UFC.                            |
| Vitória | 28-8    | Israel Adesanya          | Decisão (unânime)                        | UFC 259: Blachowicz vs. Adesanya           | 06/03/2021 | 5     | 5:00  | Las Vegas, Nevada       | Defendeu o Cinturão Meio Pesado do UFC.                          |
| Vitória | 27-8    | Dominick Reyes           | Nocaute Técnico (socos)                  | UFC 253: Adesanya vs. Costa                | 26/09/2020 | 2     | 4:36  | Abu Dhabi               | Ganhou o Cinturão Meio Pesado Vago do UFC; Performance da Noite. |
| Vitória | 26-8    | Corey Anderson           | Nocaute (soco)                           | UFC Fight Night: Anderson vs. Błachowicz 2 | 15/02/2020 | 1     | 3:08  | Rio Rancho, Novo México | Performance da Noite.                                            |
| Vitória | 25-8    | Ronaldo Souza            | Decisão (dividida)                       | UFC Fight Night: Błachowicz vs. Jacaré     | 16/11/2019 | 5     | 5:00  | São Paulo               |                                                                  |
| Vitória | 24-8    | Luke Rockhold            | Nocaute (soco)                           | UFC 239: Jones vs. Santos                  | 06/07/2019 | 2     | 1:39  | Las Vegas, Nevada       | Performance da Noite.                                            |
| Derrota | 23-8    | Thiago Marreta           | Nocaute Técnico (socos)                  | UFC Fight Night: Blachowicz vs. Santos     | 23/02/2019 | 3     | 0:39  | Praga                   |                                                                  |
| Vitória | 23-7    | Nikita Krylov            | Finalização (estrangulamento d'arce)     | UFC Fight Night: Hunt vs. Oliynyk          | 15/09/2018 | 2     | 2:41  | Moscovo                 | Performance da Noite.                                            |
| Vitória | 22-7    | Jimi Manuwa              | Decisão (unânime)                        | UFC Fight Night: Werdum vs. Volkov         | 17/03/2018 | 3     | 5:00  | Londres                 | Luta da Noite.                                                   |
| Vitória | 21-7    | Jared Cannonier          | Decisão (unânime)                        | UFC on Fox: Lawler vs. dos Anjos           | 16/12/2017 | 3     | 5:00  | Winnipeg, Manitoba      |                                                                  |
| Vitória | 20-7    | Devin Clark              | Finalização (mata leão em pé)            | UFC Fight Night: Cerrone vs. Till          | 21/10/2017 | 2     | 3:02  | Gdańsk                  | Performance da Noite.                                            |
| Derrota | 19-7    | Patrick Cummins          | Decisão (majoritária)                    | UFC 210: Cormier vs. Johnson II            | 09/04/2016 | 3     | 5:00  | Buffalo, New York       |                                                                  |
| Derrota | 19-6    | Alexander Gustafsson     | Decisão (unânime)                        | UFC Fight Night: Arlovski vs. Barnett      | 03/09/2016 | 3     | 5:00  | Hamburgo                |                                                                  |
| Vitória | 19-5    | Igor Pokrajac            | Decisão (unânime)                        | UFC Fight Night: Rothwell vs. dos Santos   | 10/04/2016 | 3     | 5:00  | Zagreb                  |                                                                  |
| Derrota | 18-5    | Corey Anderson           | Decisão (unânime)                        | UFC 191: Johnson vs. Dodson II             | 05/09/2015 | 3     | 5:00  | Las Vegas, Nevada       |                                                                  |
| Derrota | 18-4    | Jimi Manuwa              | Decisão (unânime)                        | UFC Fight Night: Gonzaga vs. Cro Cop II    | 11/04/2015 | 3     | 5:00  | Cracóvia                |                                                                  |
| Vitória | 18-3    | Ilir Latifi              | Nocaute Técnico (chute no corpo e socos) | UFC Fight Night: Nelson vs. Story          | 04/10/2014 | 1     | 3:02  | Estocolmo               | Estreia no UFC.                                                  |
| Vitória | 17-3    | Goran Reljic             | Decisão (unânime)                        | KSW 22                                     | 16/03/2013 | 3     | 5:00  | Varsóvia                | Defendeu o Cinturão Meio Pesado do KSW; Luta da Noite.           |
| Vitória | 16-3    | Houston Alexander        | Decisão (unânime)                        | KSW 20                                     | 15/09/2012 | 3     | 5:00  | Gdansk                  | Defendeu o Cinturão Meio Pesado do KSW.                          |
| Vitória | 15-3    | Mario Miranda            | Decisão (unânime)                        | KSW 18                                     | 25/02/2012 | 3     | 5:00  | Płock                   | Luta da Noite.                                                   |
| Vitória | 14-3    | Rameau Thierry Sokoudjou | Decisão (unânime)                        | KSW 17                                     | 26/11/2011 | 3     | 5:00  | Łódź                    | Ganhou o Cinturão Meio Pesado do KSW; Luta da Noite.             |
| Vitória | 13-3    | Toni Valtonen            | Finalização (mata leão)                  | KSW 16                                     | 21/05/2011 | 2     | 1:23  | Gdańsk                  |                                                                  |
| Derrota | 12-3    | Rameau Thierry Sokoudjou | Nocaute Técnico (chute nas pernas)       | KSW 15                                     | 19/03/2011 | 2     | 5:00  | Varsóvia                | Pelo Cinturão Meio Pesado Vago do KSW.                           |
| Vitória | 12-2    | Daniel Tabera            | Nocaute Técnico (socos)                  | KSW 14                                     | 24/09/2010 | 2     | 4:20  | Łódź                    | Ganhou o Torneio de Meio Pesados do KSW 2010.                    |
| Vitória | 11-2    | Nikolai Onikienko        | Finalização (mata leão)                  | World Absolute FC                          | 24/06/2010 | 2     | N/A   | Cheboksary              |                                                                  |
| Vtória  | 10-2    | Wojciech Orłowski        | Finalização (mata leão)                  | KSW 13                                     | 07/05/2010 | 1     | 1:37  | Katowice                | Semifinal do Torneio de Meio Pesados do KSW 2010.                |
| Vitória | 9-2     | Julio Brutus             | Nocaute (chute na cabeça e soco)         | KSW 13                                     | 07/05/2010 | 1     | 3:40  | Katowice                | Quartas de Final do Torneio de Meio Pesados do KSW 2010.         |
| Vitória | 8-2     | Maro Perak               | Finalização (mata leão)                  | KSW 10                                     | 12/12/2008 | 2     | 1:51  | Varsóvia                |                                                                  |
| Vitória | 7-2     | Christian M'Pumbu        | Finalização (chave de braço)             | KSW: Extra                                 | 13/09/2008 | 2     | 3:12  | Dąbrowa Górnicza        |                                                                  |
| Vitória | 6-2     | Aziz Karaoglu            | Finalização (chave de braço)             | KSW 9                                      | 09/05/2008 | 1     | 4:13  | Varsóvia                | Ganhou o Torneio de Meio Pesados do KSW 2008.                    |
| Vitória | 5-2     | Antoni Chmielewski       | Finalização (chave de braço)             | KSW 9                                      | 09/05/2008 | 2     | 2:54  | Varsóvia                | Semifinal do Torneio de Meio Pesados do KSW 2008.                |
| Vitória | 4-2     | Martin Zawada            | Decisão (unânime)                        | KSW 9                                      | 09/05/2008 | 2     | 5:00  | Varsóvia                | Quartas de Final do Torneio de Meio Pesados do KSW 2008.         |
| Derrota | 3-2     | Andre Fyeet              | Finalização (kimura)                     | KSW 8                                      | 10/11/2007 | 1     | 1:57  | Varsóvia                |                                                                  |
| Vitória | 3-1     | Daniel Dowda             | Nocaute Técnico (chute e socos)          | KSW: Elimination                           | 15/09/2007 | 1     | 1:35  | Wrocław                 | Ganhou o Torneio de Meio Pesados do KSW 2007.                    |
| Vitória | 2-1     | Paweł Gasiński           | Nocaute Técnico (socos)                  | KSW: Elimination                           | 15/09/2007 | 1     | 2:36  | Wrocław                 | Semifinal do Torneio de Meio Pesados do KSW 2007.                |
| Vitória | 1-1     | Sebastian Olchawa        | Decisão (unânime)                        | KSW: Elimination                           | 15/09/2007 | 2     | 5:00  | Wrocław                 | Quartas de Final do Torneio de Meio Pesados do KSW 2007.         |
| Derrota | 0-1     | Marcin Krysztofiak       | Decisão (unânime)                        | FCP 3: Khalidov vs. Troeng                 | 25/02/2007 | 2     | 5:00  | Poznan                  |                                                                  |